# Термопилска битка
Термопилска битка је битка која је вођена између савеза грчких градова-држава и Персијског царства код Термопилског пролаза у централној Грчкој августа 480. п. н. е. Бројчано много слабији Грци су задржали Персијанце три дана, чиме су добили довољно времена за евакуацију Атине и припрему јаче армије. Мала сила вођена спартанским краљем Леонидом блокирала је једини пут којим је масивна војска Ксеркса I могла да напредује, користећи повољан терен, добру стратегију и добро обучене војнике. Освајање Термопилског кланца је дало Персијанцима могућност да контролишу широке области све до Коринта, а посебно им је дало могућност напада на Атину. Иако победници Персијанци су претрпели губитак морала због тешких губитака. Та битка је део Грчко-персијских ратова.

## Позадина
Годинама се персијски цар Ксеркс I припремао да настави рат против Грка. То је био рат, који је започео његов отац Дарије Велики.
Допремио је огромну војску и морнарицу у Малу Азију 484. п. н. е.. Направио је мост од бродова да се пређе Хелеспонт (Дарданеле).
Да би се супротставили Персији формира се савез грчких градова-држава под вођством Спарте, која је имала најбоље трениране и опремљене војнике у Грчкој.
Знајући исход битке унапред, спартански краљ Леонида је углавном одабрао војнике, који су већ имали синове. Спартанци су знали да је суделовање у тој бици сигурна смрт, јер су Персијанци били далеко бројнији.
Због дефанзивног терена, планински кланац Термопиле (у преводу са грчког „топле капије") одабран је као најпогодније место за одбрану.
Тај пролаз је био толико узак да се двоја бојна кола нису могла мимоићи. С једне стране је била планина, а са друге море.
Дуж тог планинског пролаза била су троја врата, а код централних врата Грци су направили мали зид, да се бране.
У августу 480. п. н. е. 6.000 Грка (од којих 300 Спартанаца) чекало је персијску армију, која је била 30 пута бројнија.
Пошто су Персијанци напредовали копном са севера, удружене хеленске снаге покушале су да их зауставе у Термопилском кланцу, на граници између северне и средње Грчке. Управо на том месту се 480. год. п. н. е. и одиграла велика битка.

## Битка
Кад је персијски цар Ксеркс I чуо колико га малена армија чека мислио је да ће се Грци сами повући и причекао је три дана.
Четвртог дана је наредио да се пролаз освоји. Грци су цели пролаз прекрили фаланга формацијом, што значи формацијом међусобно прекривених штитова из којих вире дуга копља. Та формација је слична јежу. Персијанци нису могли проћи кроз ту дефанзивну формацију. Персијанци су углавном били лаганије наоружани са слабијим оклопима.
Дисциплиновани Спартанци су оркестрирано извели неколико пута мало повлачење са брзим повратком у ранију позицију задајући тим брзим маневрима огромне губитке лако оклопљеним и наоружаним Персијанцима.
Због терена Персијанци нису могли да опколе Грке, тако да њихов далеко већи број није долазио до изражаја.
Херодот је писао да су персијске стреле заклањале небо.
Другог дана битке опет су Грци побили огроман број Персијанаца.
Затим је персијски цар Ксеркс I одлучио да пошаље легендарне "Персијске бесмртнике" (елитна краљевска гарда). Али ни они нису имали довољно снаге да разбију грчку формацију фаланге. И бесмртници се повлаче са тешким губицима.
После другог дана битке, један Грк је побегао код Персијанаца и одао је посебан пролаз кроз Термопиле, који Персијанци могу користити да би прошли. Тај посебни пролаз бранило је 1000 Грка, али није се очекивало да би Персијанци туда кренули.
Изненађени Персијским нападом Грци су пружили кратак отпор и повукли се у планине. Персијанци тако прођоше кроз пролаз.

## Спартанци и Теспијци
Леонида је закључио да даљи отпор неће бити плодан, па 11. августа 480. п. н. е. отпушта све грчке војнике осим Спартанаца и Теспијаца.
Битка је била изузетно брутална. Кад се број бранилаца пролаза смањио повукли су се на мало брдашце у најужем делу пролаза. Тебанци су се предали Персијанцима. Након што су им поломљене дуга копља Спартанци и Теспијци су наставили да се боре са кратким мачевима (што су они изузетно ретко радили). Иако су Грци побили мноштво Персијанаца, Леонида је убијен. Спартанци настављају битку да одбране његово мртво тело. Када су остали без мачева, борили су се као звери рукама и зубима. Остало је записано да су се Персијанци смртно плашили и ненаоружаних Спартанаца. Последње Спартанце побише кишом стрела.

## После битке
Ксеркс I је био љут јер је изгубио толико много војника. Због тога наређује да се мртво Леонидино тело обезглави и да се тело забије на крст. Касапљење леша је било нешто што је и код Персијанаца сматрано недозвољеним, па се Ксеркс I касније каје због свог поступка.
Иако је то била тактичка победа за Персијанце, то је био тежак ударац за персијску армију због огромних губитака од стране само хиљаде Грка. Битка је значајно дигла грчки морал. Поморска битка код Артемизија завршила је без победника, иако су се Грци повукли.
Персијанци после битке контролишу Егејско море и целу Грчку северно од Атике. Спартанци се припремају за одбрану Коринта и Пелопонеза. Ксеркс I упада светећи се у Атину, чији становници су углавном побегли на острво Саламину.
У септембру 480. п. н. е. Грци побеђују у поморској бици код Саламине, која доводи до наглог Ксерксовог повлачења. Преостала Персијска армија под Мардонијем поражена је у бици код Платеје.
На месту битке постављена је плоча у којој је урезан епитаф Симонида са Кеја који је био савременик битке, а који помиње и Херодот у својој историји:
| Грчки                                                                                | Грклиш                                                                               | Српски                                                                  |
| ------------------------------------------------------------------------------------ | ------------------------------------------------------------------------------------ | ----------------------------------------------------------------------- |
| ´Ω ξεíν´, ´αγγέλλειν Λακεδαιμονíοις ´οτι τηδε κείμεθα τοîς κείνων ρήμασι πειθόμενοι. | O xein', angellein Lakedaimoniois hoti täde keimetha tois keinon rhämasi peithomenoi | Путниче, кад стигнеш Спартанцима реци да падосмо верни њиховим законима |

## Значај битке
Термопилска битка се користи као пример у војним академијама како мала група добро тренираних и добро вођених војника може да се брани против вишеструко бројнијег противника. Важно је напоменути и значај терена, да се та битка одвијала на отвореном терену, Грци би били опкољени и брзо поражени. Термопилска битка се тако користи као пример и лекција значаја повољног терена, стратегије, обучености и дисциплине.

## Занимљивости
Једна од анегдота која се причала стотинама година после битке каже да је преплашени извидник дотрчао код спартанског заповедника Дијенека да му саопшти да су персијске колоне непрегледне. На ово Дијенек није уопште реаговао, а војник му каже: „Персијанаца је толико да кад испале стреле цело небо се замрачи и нестане Сунца“. На то је Дијенек хладно одговорио: 
Па добро, борићемо се у хладовини.
Године 2006. снимљен је филм по овој бици, под насловом 300 — Битка код Термопила.